# جبوري النجار
جبوَري النجار (1917 - 1976) شاعر عراقي.

## حياته
ولد الشاعر في جانب الكرخ من بغداد عام 1917م، وتوفي في 4 أكتوبر 1976، وتقلد منصب نائب رئيس جمعية الشعراء الشعبيين وكان أيضا عضوا في جمعية الموسيقين العراقيين وأيضا عضوا في جامعة بغداد رعاية الشباب، بدأ مشواره كمؤلف ومنشد للمربعات البغدادية، وفي بداية عقد الخمسينيات الذي نشطت فيهِ الأغنية البغدادية ابتعد عن ذلك النوع من الفن واختص بنظم الشعر الغنائي، واشتهر بهذا النوع من الشعر مع عدد من شعراء تلك الفترة أمثال سيف الدين ولائي وسبتي طاهر

## من أعماله
من الأغاني التراثية التي كتبها:
- ما أريده الغلوبي
- خايف عليها
- ميحانة ميحانة غابت شمسنا الكمر ماجانه
- طالعة من بيت أبوها
- فوك إلنا خل
- يا ام العيون السود ما اجوزن انا

بالإضافة إلى أغان أخرى لناظم الغزالي، مثل:
- أغنية ريحة الورد لون العنبر بخدودك يا حبيبي الأسمر
- أغنية تصبح على خير
- أغنية شأرد اقدملك هدية بعيد ميلادك ياحبي
- وقد كتب لمائدة نزهت أغنية محبوبنا الغالي